# Мајкл Розенбаум
Мајкл Розенбаум (енгл. Michael Rosenbaum) је амерички глумац, рођен 11. јула 1972. године у Оушансајду (Њујорк).